# Pascale Dewambrechies
Pascale Dewambrechies, née le 2 juillet 1953 à Neustadt en Allemagne, est une écrivaine française.

## Biographie
En 2010, elle suit les Ateliers d’écriture de l’ALEPH et publie son premier roman L’Effacement en 2015 qui reçoit le prix Festival du Premier roman de Chambéry.   
Fin 2022 paraît son troisième roman Géographie d’un Père.   
Elle est préside l'Association des Ami·e·s du CAPC Musée d'Art Contemporain.

## Œuvre

### Romans
- L'effacement, Éditions Passiflore, 2015  (ISBN 9782918471271) - sortie en livre de poche en 2017 chez Éditions Folio Gallimard  (ISBN 9782072693540),
- Juste la lumière, Éditions Passiflore, 2017  (ISBN 9782918471615)
- Géographie d'un père, Éditions Passiflore, 2022  (ISBN 978-2-37946-074-6)

### Autres publications
- Marjane Satrapi, Femme ou rien, Éditions Françoise Livinec, 2020. Ouvrage collectif.  (ISBN 978-2-919199-32-7)
- Capeyron Blanc. Collaboration avec Laurence Chevallier, Cécile Dantarribe et Gilles Ragot. Presses Universitaires de Bordeaux, 2020.  (ISBN 9-791030-006056)
- Résonances. Danièle Martinez et la Base sous-marine, Aéditions, 2021.  (ISBN 9-782909-656915)

## Prix et distinctions
- 2015 : Lauréate du festival du premier roman de Chambéry pour L’Effacement[5]
- 2015 : Lauréate du prix du [Metro] Goncourt pour L’Effacement[6]